# 京町 (台北市)
京町（きょうまち）は、日本統治時代の台湾に存在した台北州台北市の町丁。京町一丁目から京町四丁目までで構成された。人口は2,199人、世帯数は382世帯（1935年10月1日現在）。

## 地理
かつての台北市中心部、本町の西に位置する。

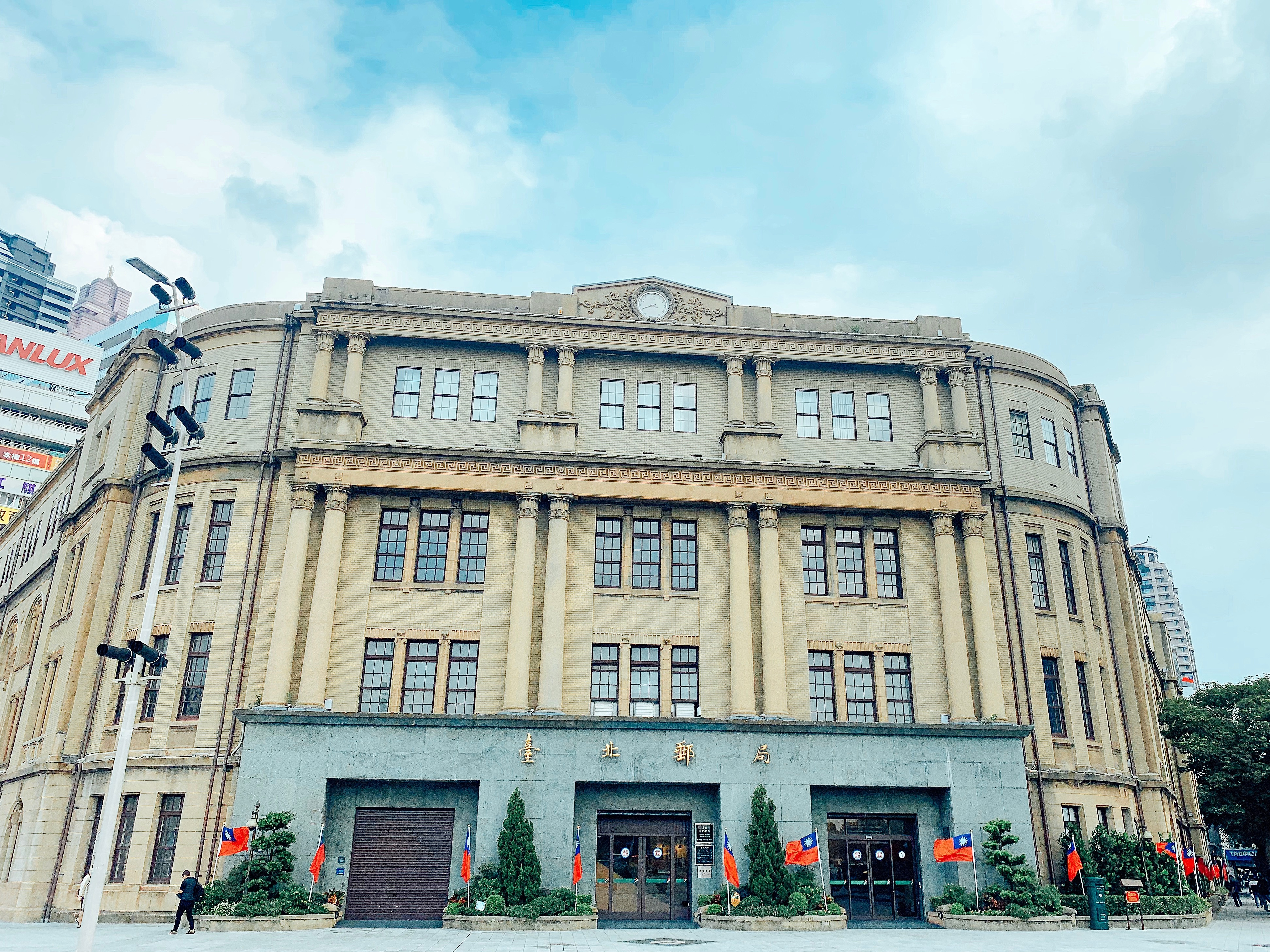
現在の京町（台北郵局）

現在の博愛路、開封街一段、武昌街一段、永綏街、沅陵街の各一部が京町に含まれる。博愛路は日本統治時代に「京町通」という名であった。開封街一段は「宝通」、漢口街一段は「中通」、武昌街一段は「春日通」、永綏街は「公会堂通」、沅陵街は「都通」であった。

## 歴史

### 年表
- 1922年（大正11年）4月1日 - 町名改正（中国語版）が実施され、京町一丁目・京町二丁目・京町三丁目・京町四丁目が誕生する。
- 1937年（昭和12年）10月1日 - 従来の西部標準時（グリニッジ標準時+8）が廃止され、日本標準時（グリニッジ標準時+9）に変更される[3]。
- 1945年（昭和20年）10月25日 - 日本が中華民国に降伏（台湾光復）したことにより、日本の町丁として事実上廃止される。同時に台湾省の省轄市としての台北市が成立し、同市の町名となる。
- 1946年（民国35年）
  - 月日不明 - 「臺灣省各縣市街道名稱改正辦法」により町名の改称が行われ博愛段となり、京町が廃止される[4][5]。
  - 2月8日 - 台北市が城中区を設置し、府北里・府南里・光復里・撫台里（現在の黎明里（中国語版）・光復里）に再編成される[6][7]。

### 町名の変遷
町名の変遷は以下の通りとなる。
| 実施後 | 実施年月日   | 実施前（各町名ともその一部） | 実施前（各町名ともその一部） |
| ------ | ------------ | ---------------------------- | ---------------------------- |
| 京町   | 1922年4月1日 | 台北城内                     | 北門街                       |
| 京町   | 1922年4月1日 | 台北城内                     | 府直街                       |
| 京町   | 1922年4月1日 | 台北城内                     | 府後街                       |
| 京町   | 1922年4月1日 | 台北城内                     | 府前街                       |
| 京町   | 1922年4月1日 | 台北城内                     | 石坊街                       |
| 京町   | 1922年4月1日 | 台北城内                     | 撫台街                       |
| 京町   | 1922年4月1日 | 台北城内                     | 西門街                       |

## 施設

### 公共
- 台北電信局（京町四丁目8）